# Ramesa docilis
Ramesa docilis är en fjärilsart som beskrevs av Walker 1857. Ramesa docilis ingår i släktet Ramesa och familjen tandspinnare. Inga underarter finns listade.